# Peter Crouch
Peter James Crouch (Macclesfield, 30 gennaio 1981) è un ex calciatore inglese, di ruolo attaccante. Con i suoi 201 cm è stato il calciatore più alto ad aver indossato la maglia della nazionale inglese.

## Caratteristiche tecniche
Di ruolo attaccante, la sua stazza gli permetteva di essere un attaccante molto bravo a segnare goal di testa. Nonostante non fosse molto agile, sapeva anche segnare in acrobazia.

## Carriera

### Club
All'età di un anno si trasferì con la famiglia a Singapore salvo fare ritorno a Londra tre anni più tardi. Dopo aver frequentato la Drayton Manor High School Crouch non riuscì a ottenere un contratto con il Tottenham, squadra nella quale militava nelle giovanili. Andò un periodo in prestito al Dulwich Hamlet, formazione che gioca nel campionato regionale inglese (Isthmian League). Nell'estate del 2000 si trasferì al IFK Hässleholm, squadra svedese che alla fine di quell'annata fu retrocessa dalla terza alla quarta serie nazionale, anche se Crouch tornò in Inghilterra in estate a stagione svedese in corso poiché ceduto dal Tottenham al Queens Park Rangers.
Con il QPR, formazione di First Division, iniziò di fatto la carriera professionistica, segnando al primo anno dieci gol. A causa del conseguente ridimensionamento delle possibilità economiche del QPR, viene ceduto al Portsmouth per 1.250.000 sterline. Con la squadra Pompey totalizza 18 reti in 37 gare di seconda divisione.

#### Aston Villa, Norwich e Southampton
Nel marzo 2002, viene acquistato per 5.000.000 di sterline dall'Aston Villa, squadra di Premier League. Un anno e mezzo dopo, nel dicembre 2003, viene ceduto in prestito al Norwich. Dopo tre mesi ritorna a giocare nella squadra di Birmingham, segnando 4 gol nel girone di ritorno. Il suo bilancio all'Aston Villa sarà di 6 gol in 37 partite.
Nel luglio 2004, si trasferisce al Southampton per 2 milioni di sterline, firmando un contratto quadriennale. Il suo esordio avviene proprio con la sua squadra precedente, l'Aston Villa, e si conclude con una sconfitta per 2-0. Totalizza 12 reti in 27 presenze, ma la squadra retrocede ugualmente in Championship. Il 19 luglio 2005, viene ceduto al Liverpool per 7 milioni di sterline e la firma di un contratto quadriennale.

#### Liverpool e Portsmouth

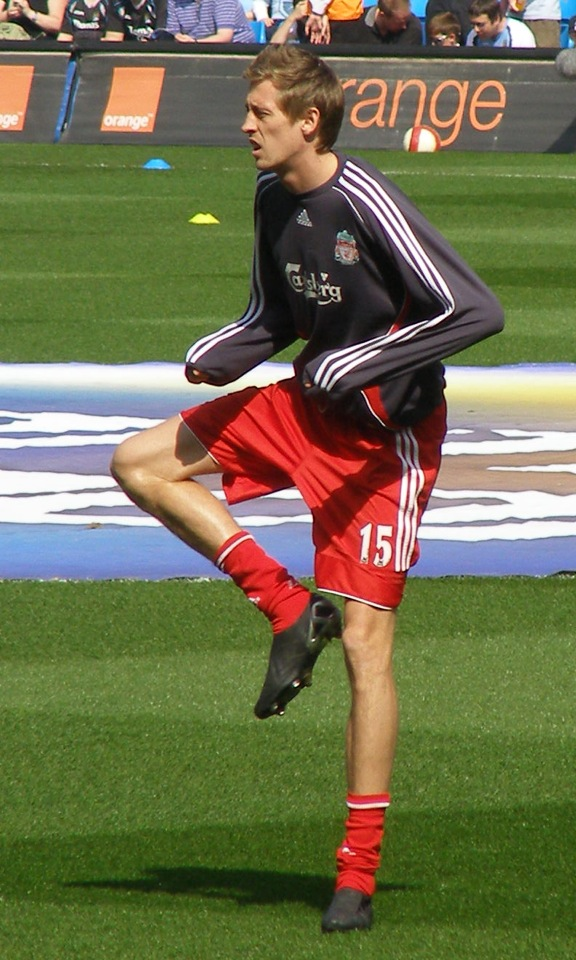
Crouch in riscaldamento prepartita al Liverpool nel 2007

Viene acquistato dal Liverpool nell'estate del 2005, voluto espressamente dal tecnico Benítez per sostituire il ceco Milan Baroš, ceduto all'Aston Villa. L'ambientamento non è facile e impiega 22 partite prima di segnare un gol con la nuova maglia; comincia poi a segnare con maggiore regolarità. Da ricordare la doppietta messa a segno durante la semifinale della Coppa del mondo per club disputata nel dicembre 2005 (il Liverpool ha poi perso la finale contro il San Paolo). Il 13 settembre 2005, con i Reds fa anche il suo esordio in Champions League, nella vittoria in trasferta per 2-1 contro il Betis. Le sue prima marcature nella massima competizione europea arrivano solo nella stagione successiva, segna difatti una doppietta nel successo per 3-2 nel girone C contro il Galatasaray nel settembre 2006. A Liverpool vince anche i suoi unici due titoli in carriera, una Community Shield e una Coppa di Lega inglese. Nella stagione 2008-2009, dopo il via libera dell'allenatore Benítez, lascia il Liverpool per raggiungere il Portsmouth, club per cui aveva già militato sette anni prima.

#### Tottenham
Il 27 luglio 2009, passa al Tottenham per circa 11 milioni di euro. Nelle stagioni trascorse con gli Spurs spicca la sua tripletta segnata allo Young Boys nei preliminari della Champions League 2010-2011 e il gol segnato al Milan negli ottavi di finale della stessa, che ha di fatto regalato alla sua squadra il passaggio ai quarti di finale del torneo.

#### Stoke City
Il 31 agosto 2011, ultimo giorno del mercato calcistico della Premier League, viene acquistato a titolo definitivo dallo Stoke City. La cifra pagata al Tottenham è di 10 milioni di sterline, che potrebbero salire a 12 attraverso clausole legate al rendimento. Il 2 gennaio 2012, in occasione di Blackburn-Stoke City, realizza una doppietta che gli consente di raggiungere i 100 gol in carriera. Il 29 settembre 2011 fa il suo esordio in Europa League, segnando tra l'altro l'1-1 in rimonta nel 2-1 finale casalingo contro il Besiktas. Il 1º febbraio 2017, nel pareggio casalingo per 1-1 contro l'Everton, realizza il suo 100º gol in Premier League; per l'occasione ripropone dopo 10 anni la sua vecchia esultanza da robot.

#### Burnley
L'ultimo giorno del mercato di gennaio 2019 si trasferisce al Burnley, tornando così in una squadra militante in Premier League, in cambio di Sam Vokes.
Il 12 luglio 2019 annuncia dopo oltre vent'anni di carriera, il suo ritiro dal calcio giocato al termine della stagione. In 468 partite giocate in Premier League ha segnato 108 gol, di cui 53 di testa, e fornito 58 assist. Chiude la carriera con il primato di giocatore ad aver segnato più gol di testa in Premier League.

### Nazionale

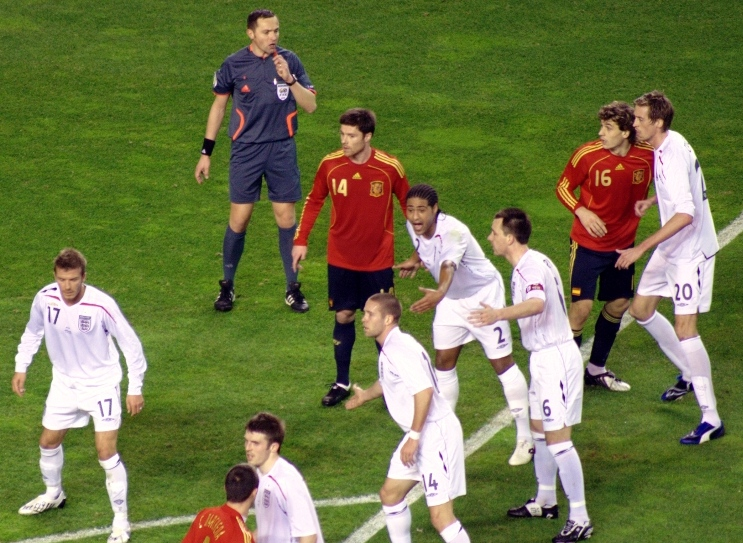
Crouch (n. 20) in nazionale nel 2009, durante un'amichevole contro la Spagna.

Ha fatto parte delle selezioni Under 18, 20 e 21 della nazionale inglese. Esordisce in Nazionale maggiore il 31 maggio 2005, con Sven-Göran Eriksson in panchina, nell'amichevole contro la Colombia. Il 1º marzo dell'anno seguente realizza il suo primo gol, sempre in amichevole contro l'Uruguay (2-1 finale). Pochi mesi dopo partecipa al campionato del mondo 2006 in Germania, disputando quattro incontri e segnando una rete a Trinidad e Tobago nella fase a gironi. Durante le qualificazioni al campionato d'Europa 2008 segna 5 gol, ma la sua squadra manca l'accesso alla fase finale. Viene poi convocato per il campionato del mondo 2010 in Sudafrica.
Chiude con la nazionale nel novembre successivo in amichevole contro la Francia (1-2 risultato finale, suo il gol dell'Inghilterra).

## Statistiche
Tra club, nazionale maggiore e nazionali giovanili, Crouch durante la sua carriera, ha giocato globalmente 782 partite segnando 228 reti, alla media 0,29 gol a partita.

### Presenze e reti nei club
Statistiche aggiornate al termine della carriera da calciatore.
| Stagione           | Squadra            | Campionato         | Campionato | Campionato | Coppe nazionali | Coppe nazionali | Coppe nazionali | Coppe continentali | Coppe continentali | Coppe continentali | Altre coppe | Altre coppe | Altre coppe | Totale | Totale |
| Stagione           | Squadra            | Comp               | Pres       | Reti       | Comp            | Pres            | Reti            | Comp               | Pres               | Reti               | Comp        | Pres        | Reti        | Pres   | Reti   |
| ------------------ | ------------------ | ------------------ | ---------- | ---------- | --------------- | --------------- | --------------- | ------------------ | ------------------ | ------------------ | ----------- | ----------- | ----------- | ------ | ------ |
| 1999-2000          | Dulwich Hamlet     | IL                 | 6          | 1          | FACup+CdL       | -               | -               | -                  | -                  | -                  | -           | -           | -           | 6      | 1      |
| 2000               | Hasslehölm         | D2                 | 8          | 3          | -               | -               | -               | -                  | -                  | -                  | -           | -           | -           | 8      | 3      |
| 2000-2001          | QPR                | FLC                | 42         | 10         | FACup+CdL       | 3+2             | 2+0             | -                  | -                  | -                  | -           | -           | -           | 47     | 12     |
| 2001-mar. 2002     | Portsmouth         | FLC                | 37         | 18         | FACup+CdL       | 1+1             | 0+1             | -                  | -                  | -                  | -           | -           | -           | 39     | 19     |
| mar.-giu. 2002     | Aston Villa        | PL                 | 7          | 2          | FACup+CdL       | 0+0             | 0               | -                  | -                  | -                  | -           | -           | -           | 7      | 2      |
| 2002-2003          | Aston Villa        | PL                 | 14         | 0          | FACup+CdL       | 0+0             | 0               | Int                | 4                  | 0                  | -           | -           | -           | 18     | 0      |
| ago. 2003          | Aston Villa        | PL                 | 1          | 0          | FACup+CdL       | 0+0             | 0               | -                  | -                  | -                  | -           | -           | -           | 1      | 0      |
| set.-dic. 2003     | Norwich City       | FLC                | 15         | 4          | FACup+CdL       | 0+0             | 0               | -                  | -                  | -                  | -           | -           | -           | 15     | 4      |
| dic. 2003-2004     | Aston Villa        | PL                 | 15         | 4          | FACup+CdL       | 0+2             | 0               | -                  | -                  | -                  | -           | -           | -           | 17     | 4      |
| Totale Aston Villa | Totale Aston Villa | Totale Aston Villa | 37         | 6          |                 | 2               | 0               |                    | 4                  | 0                  |             | -           | -           | 43     | 6      |
| 2004-2005          | Southampton        | PL                 | 27         | 12         | FACup+CdL       | 5+1             | 4+0             | -                  | -                  | -                  | -           | -           | -           | 33     | 16     |
| 2005-2006          | Liverpool          | PL                 | 32         | 8          | FACup+CdL       | 6+1             | 3+0             | UCL                | 8                  | 0                  | SU+Cmc      | 0+2         | 2           | 49     | 13     |
| 2006-2007          | Liverpool          | PL                 | 32         | 9          | FACup+CdL       | 1+1             | 0+1             | UCL                | 15                 | 7                  | CS          | 1           | 1           | 50     | 18     |
| 2007-2008          | Liverpool          | PL                 | 21         | 5          | FACup+CdL       | 4+3             | 2+0             | UCL                | 8                  | 4                  | -           | -           | -           | 36     | 11     |
| Totale Liverpool   | Totale Liverpool   | Totale Liverpool   | 85         | 22         |                 | 16              | 6               |                    | 31                 | 11                 |             | 3           | 3           | 135    | 42     |
| 2008-2009          | Portsmouth         | PL                 | 38         | 11         | FACup+CdL       | 3+1             | 1+0             | CU                 | 6                  | 4                  | CS          | 1           | 0           | 49     | 16     |
| 2009-2010          | Tottenham          | PL                 | 38         | 8          | FACup+CdL       | 6+3             | 1+4             | -                  | -                  | -                  | -           | -           | -           | 47     | 13     |
| 2010-2011          | Tottenham          | PL                 | 34         | 4          | FACup+CdL       | 1+0             | 0               | UCL                | 10                 | 7                  | -           | -           | -           | 45     | 11     |
| ago. 2011          | Tottenham          | PL                 | 1          | 0          | FACup+CdL       | 0+0             | 0               | UEL                | 0                  | 0                  | -           | -           | -           | 1      | 0      |
| Totale Tottenham   | Totale Tottenham   | Totale Tottenham   | 73         | 12         |                 | 10              | 5               |                    | 10                 | 7                  |             | -           | -           | 93     | 24     |
| ago. 2011-2012     | Stoke City         | PL                 | 32         | 10         | FACup+CdL       | 3+2             | 2+0             | UEL                | 3                  | 2                  | -           | -           | -           | 40     | 14     |
| 2012-2013          | Stoke City         | PL                 | 34         | 7          | FACup+CdL       | 3+1             | 0+1             | -                  | -                  | -                  | -           | -           | -           | 38     | 8      |
| 2013-2014          | Stoke City         | PL                 | 34         | 8          | FACup+CdL       | 1+3             | 0+2             | -                  | -                  | -                  | -           | -           | -           | 38     | 10     |
| 2014-2015          | Stoke City         | PL                 | 33         | 8          | FACup+CdL       | 2+3             | 1+1             | -                  | -                  | -                  | -           | -           | -           | 38     | 10     |
| 2015-2016          | Stoke City         | PL                 | 11         | 0          | FACup+CdL       | 2+5             | 1+1             | -                  | -                  | -                  | -           | -           | -           | 18     | 2      |
| 2016-2017          | Stoke City         | PL                 | 27         | 7          | FACup+CdL       | 1+1             | 0+3             | -                  | -                  | -                  | -           | -           | -           | 29     | 10     |
| 2017-2018          | Stoke City         | PL                 | 31         | 5          | FACup+CdL       | 1+2             | 0+1             | -                  | -                  | -                  | -           | -           | -           | 34     | 6      |
| 2018-gen. 2019     | Stoke City         | FLC                | 23         | 1          | FACup+CdL       | 2+1             | 1+0             | -                  | -                  | -                  | -           | -           | -           | 26     | 2      |
| Totale Stoke City  | Totale Stoke City  | Totale Stoke City  | 225        | 46         |                 | 33              | 14              |                    | 3                  | 2                  |             | -           | -           | 261    | 62     |
| gen.-giu. 2019     | Burnley            | PL                 | 6          | 0          | FACup+CdL       | 0+0             | 0               | -                  | -                  | -                  | -           | -           | -           | 6      | 0      |
| Totale carriera    | Totale carriera    | Totale carriera    | 599        | 145        |                 | 78              | 33              |                    | 54                 | 24                 |             | 4           | 3           | 735    | 205    |

### Cronologia presenze e reti in nazionale
| Cronologia completa delle presenze e delle reti in nazionale ― Inghilterra | Cronologia completa delle presenze e delle reti in nazionale ― Inghilterra | Cronologia completa delle presenze e delle reti in nazionale ― Inghilterra | Cronologia completa delle presenze e delle reti in nazionale ― Inghilterra | Cronologia completa delle presenze e delle reti in nazionale ― Inghilterra | Cronologia completa delle presenze e delle reti in nazionale ― Inghilterra | Cronologia completa delle presenze e delle reti in nazionale ― Inghilterra | Cronologia completa delle presenze e delle reti in nazionale ― Inghilterra |
| Data                                                                       | Città                                                                      | In casa                                                                    | Risultato                                                                  | Ospiti                                                                     | Competizione                                                               | Reti                                                                       | Note                                                                       |
| -------------------------------------------------------------------------- | -------------------------------------------------------------------------- | -------------------------------------------------------------------------- | -------------------------------------------------------------------------- | -------------------------------------------------------------------------- | -------------------------------------------------------------------------- | -------------------------------------------------------------------------- | -------------------------------------------------------------------------- |
| 31-5-2005                                                                  | East Rutherford                                                            | Inghilterra                                                                | 3 – 2                                                                      | Colombia                                                                   | Amichevole                                                                 | -                                                                          | 72’                                                                        |
| 8-10-2005                                                                  | Manchester                                                                 | Inghilterra                                                                | 1 – 0                                                                      | Austria                                                                    | Qual. Mondiali 2006                                                        | -                                                                          |                                                                            |
| 12-10-2005                                                                 | Manchester                                                                 | Inghilterra                                                                | 2 – 1                                                                      | Polonia                                                                    | Qual. Mondiali 2006                                                        | -                                                                          | 67’                                                                        |
| 12-11-2005                                                                 | Ginevra                                                                    | Argentina                                                                  | 2 – 3                                                                      | Inghilterra                                                                | Amichevole                                                                 | -                                                                          | 80’                                                                        |
| 1-3-2006                                                                   | Liverpool                                                                  | Inghilterra                                                                | 2 – 1                                                                      | Uruguay                                                                    | Amichevole                                                                 | 1                                                                          | 63’                                                                        |
| 30-5-2006                                                                  | Manchester                                                                 | Inghilterra                                                                | 3 – 1                                                                      | Ungheria                                                                   | Amichevole                                                                 | 1                                                                          | 65’                                                                        |
| 3-6-2006                                                                   | Manchester                                                                 | Inghilterra                                                                | 6 – 0                                                                      | Giamaica                                                                   | Amichevole                                                                 | 3                                                                          |                                                                            |
| 10-6-2006                                                                  | Francoforte sul Meno                                                       | Inghilterra                                                                | 1 – 0                                                                      | Paraguay                                                                   | Mondiali 2006                                                              | -                                                                          | 63’                                                                        |
| 15-6-2006                                                                  | Norimberga                                                                 | Inghilterra                                                                | 2 – 0                                                                      | Trinidad e Tobago                                                          | Mondiali 2006 - 1º turno                                                   | 1                                                                          |                                                                            |
| 20-6-2006                                                                  | Colonia                                                                    | Inghilterra                                                                | 2 – 2                                                                      | Svezia                                                                     | Mondiali 2006 - 1º turno                                                   | -                                                                          | 4’                                                                         |
| 1-7-2006                                                                   | Gelsenkirchen                                                              | Portogallo                                                                 | 0 – 0 dts (3 – 1 dtr)                                                      | Inghilterra                                                                | Mondiali 2006 - Quarti di finale                                           | -                                                                          | 65’                                                                        |
| 16-8-2006                                                                  | Manchester                                                                 | Inghilterra                                                                | 4 – 0                                                                      | Grecia                                                                     | Amichevole                                                                 | 2                                                                          |                                                                            |
| 2-9-2006                                                                   | Manchester                                                                 | Inghilterra                                                                | 5 – 0                                                                      | Andorra                                                                    | Qual. Euro 2008                                                            | 2                                                                          |                                                                            |
| 6-9-2006                                                                   | Skopje                                                                     | Macedonia                                                                  | 0 – 1                                                                      | Inghilterra                                                                | Qual. Euro 2008                                                            | 1                                                                          | 60’ 87’                                                                    |
| 7-10-2006                                                                  | Manchester                                                                 | Inghilterra                                                                | 0 – 0                                                                      | Macedonia                                                                  | Qual. Euro 2008                                                            | -                                                                          |                                                                            |
| 11-10-2006                                                                 | Zagabria                                                                   | Croazia                                                                    | 2 – 0                                                                      | Inghilterra                                                                | Qual. Euro 2008                                                            | -                                                                          | 72’                                                                        |
| 7-2-2007                                                                   | Manchester                                                                 | Inghilterra                                                                | 0 – 1                                                                      | Spagna                                                                     | Amichevole                                                                 | -                                                                          |                                                                            |
| 1-6-2007                                                                   | Londra                                                                     | Inghilterra                                                                | 1 – 1                                                                      | Brasile                                                                    | Amichevole                                                                 | -                                                                          | 82’                                                                        |
| 6-6-2007                                                                   | Tallinn                                                                    | Inghilterra                                                                | 3 – 0                                                                      | Estonia                                                                    | Qual. Euro 2008                                                            | 1                                                                          | 81’                                                                        |
| 22-8-2007                                                                  | Londra                                                                     | Inghilterra                                                                | 1 – 2                                                                      | Germania                                                                   | Amichevole                                                                 | -                                                                          | 56’                                                                        |
| 12-9-2007                                                                  | Londra                                                                     | Inghilterra                                                                | 3 – 0                                                                      | Russia                                                                     | Qual. Euro 2008                                                            | -                                                                          | 80’                                                                        |
| 17-10-2007                                                                 | Mosca                                                                      | Russia                                                                     | 2 – 1                                                                      | Inghilterra                                                                | Qual. Euro 2008                                                            | -                                                                          | 80’                                                                        |
| 16-11-2007                                                                 | Vienna                                                                     | Austria                                                                    | 0 – 1                                                                      | Inghilterra                                                                | Amichevole                                                                 | 1                                                                          | 73’                                                                        |
| 21-11-2007                                                                 | Londra                                                                     | Inghilterra                                                                | 2 – 3                                                                      | Croazia                                                                    | Qual. Euro 2008                                                            | 1                                                                          |                                                                            |
| 6-2-2008                                                                   | Londra                                                                     | Inghilterra                                                                | 2 – 1                                                                      | Svizzera                                                                   | Amichevole                                                                 | -                                                                          | 57’                                                                        |
| 26-3-2008                                                                  | Parigi                                                                     | Francia                                                                    | 1 – 0                                                                      | Inghilterra                                                                | Amichevole                                                                 | -                                                                          | 46’                                                                        |
| 28-5-2008                                                                  | Londra                                                                     | Inghilterra                                                                | 2 – 0                                                                      | Stati Uniti                                                                | Amichevole                                                                 | -                                                                          | 68’                                                                        |
| 1-6-2008                                                                   | Port of Spain                                                              | Trinidad e Tobago                                                          | 0 – 3                                                                      | Inghilterra                                                                | Amichevole                                                                 | -                                                                          | 46’                                                                        |
| 15-10-2008                                                                 | Minsk                                                                      | Bielorussia                                                                | 1 – 3                                                                      | Inghilterra                                                                | Qual. Mondiali 2010                                                        | -                                                                          | 70’                                                                        |
| 19-11-2008                                                                 | Berlino                                                                    | Germania                                                                   | 1 – 2                                                                      | Inghilterra                                                                | Amichevole                                                                 | -                                                                          | 90’                                                                        |
| 11-2-2009                                                                  | Siviglia                                                                   | Spagna                                                                     | 2 – 0                                                                      | Inghilterra                                                                | Amichevole                                                                 | -                                                                          | 46’                                                                        |
| 28-3-2009                                                                  | Londra                                                                     | Inghilterra                                                                | 4 – 0                                                                      | Slovacchia                                                                 | Amichevole                                                                 | -                                                                          | 31’ 71’                                                                    |
| 1-4-2009                                                                   | Londra                                                                     | Inghilterra                                                                | 2 – 1                                                                      | Ucraina                                                                    | Qual. Mondiali 2010                                                        | 1                                                                          | 79’                                                                        |
| 10-6-2009                                                                  | Londra                                                                     | Inghilterra                                                                | 6 – 0                                                                      | Andorra                                                                    | Qual. Mondiali 2010                                                        | 1                                                                          |                                                                            |
| 14-10-2009                                                                 | Londra                                                                     | Inghilterra                                                                | 3 – 0                                                                      | Bielorussia                                                                | Qual. Mondiali 2010                                                        | 2                                                                          |                                                                            |
| 14-11-2009                                                                 | Doha                                                                       | Brasile                                                                    | 1 – 0                                                                      | Inghilterra                                                                | Amichevole                                                                 | -                                                                          | 82’                                                                        |
| 3-3-2010                                                                   | Londra                                                                     | Inghilterra                                                                | 3 – 1                                                                      | Egitto                                                                     | Amichevole                                                                 | 2                                                                          | 46’                                                                        |
| 24-5-2010                                                                  | Londra                                                                     | Inghilterra                                                                | 3 – 1                                                                      | Messico                                                                    | Amichevole                                                                 | 1                                                                          | 46’                                                                        |
| 12-6-2010                                                                  | Phokeng                                                                    | Stati Uniti                                                                | 1 – 1                                                                      | Inghilterra                                                                | Mondiali 2010 - 1º turno                                                   | -                                                                          | 79’                                                                        |
| 18-6-2010                                                                  | Città del Capo                                                             | Inghilterra                                                                | 0 – 0                                                                      | Algeria                                                                    | Mondiali 2010 - 1º turno                                                   | -                                                                          | 84’                                                                        |
| 12-10-2010                                                                 | Londra                                                                     | Inghilterra                                                                | 5 – 0                                                                      | San Marino                                                                 | Qual. Euro 2012                                                            | -                                                                          | 70’                                                                        |
| 17-11-2010                                                                 | Londra                                                                     | Inghilterra                                                                | 1 – 2                                                                      | Francia                                                                    | Amichevole                                                                 | 1                                                                          | 85’                                                                        |
| Totale                                                                     |                                                                            | Presenze                                                                   | 42                                                                         |                                                                            | Reti (16º posto)                                                           | 22                                                                         |                                                                            |

## Palmarès

### Club
- Coppa d'Inghilterra: 1

Liverpool: 2005-2006
- Community Shield: 1

Liverpool: 2006

### Individuale
- Capocannoniere del Mondiale per club: 1

2005 (2 gol, a pari merito con Álvaro Saborío, Mohammed Noor e Márcio Amoroso)